# バカロレア (フランス)
バカロレア（仏: baccalauréat）は、フランスの国民教育省が管理する、高等学校教育の修了を認証する国家試験である。「バック」（bac）とも通称され、1808年にナポレオン・ボナパルトによって導入された。国際バカロレアとは一切関係ない。なお、フランス以外の国のバカロレアに関しては、ここでは触れない。
以下の3種類が存在する。いずれもNQFレベルIV、EQFレベル4である。
- 普通バカロレア
- 技術バカロレア
- 職業バカロレア

1990年代に「教育の大衆化」を経験し、2019年の時点では18歳に達したフランス国民の80%（2005年時点では63％、1900年時点では1%）がバカロレアを取得している。フランスではバカロレアを取得することによって原則としてどの大学にも入学することができる。大学の定員を超えた場合にはバカロレアの成績や居住地などに応じて、入学できる大学が決まる。

## 概要
「バカロレア」という言葉は、中世のラテン語の「baccalarius（バカラリウス）」に由来する古フランス語の「bacheler（バシュレール）」に由来している。バカラリウスとは、低ラテン語で、一種の小作農であるバカラリアの小さな所有者を意味する。したがって、現在バカロレア保有者を意味する「バシュリエ」とは、牛の保護者または小規模な飼い主を意味する。中世では、所有者のわずかの土地（quelques bachelles de terre）を示していた。その後、大地主人に近い地位の若者を指す言葉と進化した。バカラウレウス（Baccalaureus）は、「騎士を志す若者」という意味で15世紀半ばから与えられた。そこから、未婚男性を意味する言葉に進化した（英語の「Bachelor」、また古フランス語で結婚する女性を意味する「Bachelette」を参照）。比喩的に、最も価値のあるものの頭に置く月桂樹のバカ・ラウリの冠という意味になり、現在の学士という概念である。この用語は13世紀にパリ大学内に出現し、法学、神学、医学の修士号または博士号を取得するための中間学位を表すものだったが、その後フランスの他の大学、およびオックスフォード大学から始まったイギリスの大学にも広まった。これは、1808年に当時の教育省にあたるフランス大学が設立されたときにナポレオン1世に引き継がれた。
英語圏の大学では、学士（Baccalauréat）は一般的に高等教育の学位のひとつとなっている。国際標準教育分類では、レベル6に相当する。
フランスのバカロレア（Baccalauréat）は、中等教育修了資格と高等教育入学資格を兼ねる国家資格のことを指す。
バカロレアは通称「バック（Bac）」、以前は「バショ（Bachot）」と呼ばれていた。
バカロレアの最新の改革は、2021年度からのバカロレア試験に関連する2018年7月16日のアレテ、およびバカロレア試験の性質と制限時間に関する2019年7月22日のアレテに起因する。

## 歴史

### 中世からフランス革命へ
フランスで最初のバカロレアが登場したのは、13世紀にパリ大学が設立された時であり、人文、医学、法学、神学の4つの学部で授与された。これは、各学部で取得できる最初の段階であった。バカロレアを取得した者は、バシュリエ（男性のみ）と呼ばれ、教員免許を取得する権利（licencia docendi）が与えられた。

### ナポレオンの改革
大学を制圧したフランス革命の後、バカロレアは1808年にナポレオン・ボナパルトによって5つの分野（科学、文学、法律、医学、神学）に再編成され、他の2つの学位、学士（License）および博士（Doctorat）が追加された。その後、バカロレアは国家試験となる。1808年3月17日の布告で、これらの学位を取得するために従うべき規則を設定した。2つの新しいバカロレア、文学バカロレアと科学バカロレアが登場した。科学バカロレアは、さらに物理科学と数理科学のバカロレアに分かれていた。各分野のバカロレアは同じレベルではないため、文学バカロレアは、他のバカロレアを受けるための前提条件である。法学バカロレアは、法学部で2年間勉強した後に取得できる。ナポレオンは、この帝国令により、国の行政的・政治的エリートを生み出すために、これまで教会が保持していた教育を統治することとなった。
バカロレアは1808年に作成されたが、1809年まで実施されなかった。最初の年には、バカロレア取得者は31名しかいなかった。不思議なことに、パリ大学区には受験者がいなかった。ドゥエー大学区には10名、アミアン大学区には9名、ストラスブール大学区には7名、レンヌ大学区には4名いた。
1830年に、文学と科学の違いが現れ、最初の筆記試験（フランス語の作文、または古典作家による一節の翻訳からなる）が導入され、1840年に、「秀」、「優」、「良」の評価が追加された。1852年以降、文学と科学のバカロレアは対称になった。

#### 文学バカロレア
1852年4月10日のアレテ、および1852年9月5日の規則によれば、文学部で文学バカロレアを受けられるには、少なくとも16歳である必要があった。筆記試験と口頭試験で構成されていた。最初の試験には、くじ引きに応じてラテン語翻訳、ラテン語作文、またはフランス語翻訳を受ける。テーマは学部長が選択する。筆記試験の点数は、試験の継続が決定される。口頭試問は、ギリシャ語、ラテン語、フランス語の作品の説明と、論理、歴史と地理、算術、幾何学、初等物理学に関する質問で構成されている。文学バカロレアは、科学的な部分が免除される。

#### 科学バカロレア
1852年4月10日のアレテによれば、筆記試験と口頭試験の2つの試験で構成されていた。筆記試験では、作文が2つあり、口頭試験では、高校の科学分野について問われる。以前の科学バカロレアに含まれていた数学、物理学、化学、自然史の最難関部分は、3つの学士試験に引き継がれていた。医学部および高等教育の薬学部は文学バカロレアが免除されており、科学バカロレアを合格する必要がある。1850年3月15日および1854年6月14日の法律、1854年8月22日および1858年8月23日のデクレ、1857年8月7日、1858年7月15日、1859年1月24日のアレテによると、科学バカロレアを受けられる最低年齢は16歳だった。試験は筆記試験と口頭試験で構成される。筆記試験には、ラテン語翻訳、数学の作文、物理学の1つが含まれる。口頭試験には、ラテン語、フランス語、ドイツ語、または英語の作品の説明と、論理、歴史地理学、純粋・応用数学、物理科学、自然科学に関する質問が問われる。科学バカロレアは、文学バカロレアから免除される。理学部は毎年3回試験を開催していた。一部の受験者には、数学の作文の代わりに自然史の作文を受ける。これは、将来の科学の学生を対象に行われていた。

#### 法学バカロレア
法学バカロレアは、法学部の最初の2年間に関する証明書だった。1962年に一般法学の卒業証書に置き換えられた。

### 中等教育のバカロレア

#### 1960年代まで

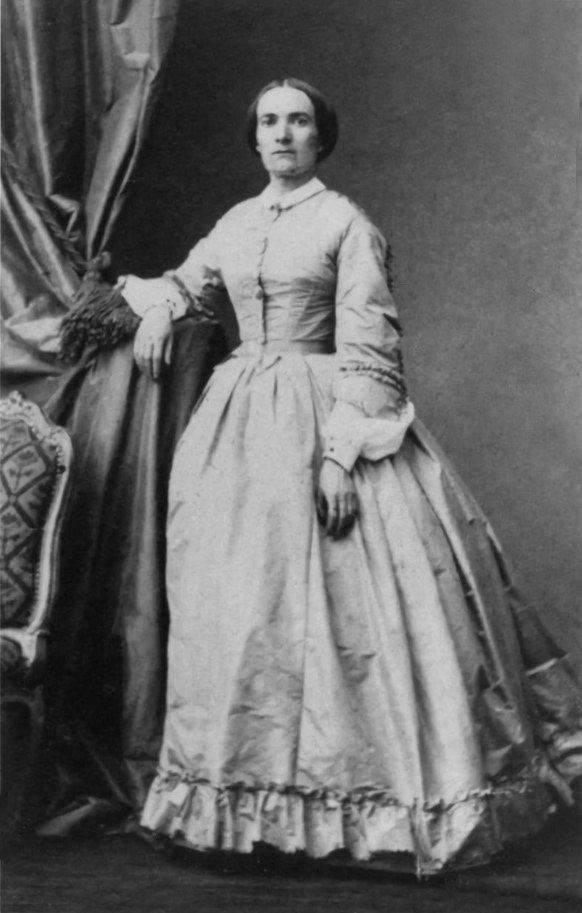
女性で最初のバカロレア受験者と合格者である、ジュリー＝ヴィクトワール・ドービエ

19世紀の間、バカロレアは、高校で準備する文学と科学のバカロレアと、学士号まで続く高等教育の3つのバカロレアの2つのグループに分けられていた。
厳密に言えば、文字と科学のバカロレアがあったのは1852年から1890年の間だけだった。1890年に区別がなくなり、古典教育のバカロレアが2つに確立されたからである。1891年、特殊中等教育が近代中等教育になり、近代中等教育のバカロレアが2つの部分で確立された。
19世紀の終わりに行われた改革は、現在も存在しているバカロレアを形作り始めた。
バカロレアは、もともとはブルジョワジーの男性のためのものだった。徐々に受験者が増え続け、産業革命の社会は長い訓練を受けた幹部を必要としていた。バカロレア取得者は、1890年の7,000人から1926年の37,000人までに増加した。
バカロレアを取得した最初の女性は、ジュリー＝ヴィクトワール・ドービエだった。これは、皇后のウジェニー・ド・モンティジョの介入のおかげでもある。これにより、バカロレア取得者を意味する「バシュリエ（Bachlier）」の女性形の「バシュリエール（Bachelière）」が生まれた。
1868年に、マドレーヌ・ブレはバカロレアを取得した後、例外的に医学部に入学できた。しかし、当時女性は在宅で働く必要があり、卒業証書に向けて準備をしている男性の学校に通うことができなかった。
1880年に、カミーユ・セー法で女性のための中学・高等学校（Lycée de jeunes filles）の開校を許可されたが、は男性の授業とは異なり、バカロレアの準備はしていなかった。道徳は哲学の授業に取って代わり、科学はほとんど溢れず、文学は削除版が教えられていた。また、家政学と裁縫の授業に重点が置かれていた。1892年には12名のバシュリエールがおり、ひとりで準備していたこととなる。1919年に女性専用のバカロレアが作成され、その後1924年（ベラール・デクレ）に、男女のバカロレアが同一になった。この時期から、第一次世界大戦の終結以降に開かれた新しいキャリアの見通しに惹かれて、女性受験者が増え始めた。1933年には、11,021名のバシュリエに対して3,966名のバシュリエールがいた。
1927年に、古典教育と現代教育のバカロレアが中等教育のバカロレアに置き換えられたが、その試験は長い間、人文学部と理学部によって組織されていた。
1931年、バカロレアの一般的な構成を変更することなく、試験が簡略化され、配点指数が改訂された。
1940年6月の第二次世界大戦の始まり頃に、国民が大量脱出していた間、バカロレア試験は6月中旬に分散化され、進められた。組織は場所によって異なるが、混沌していた：一部は大学の地下室で行われていた。6月17日、ペタン元帥は独仏休戦協定を要求し、バカロレア試験もしばしば延期され、数日後に行われた。結果は、夏休みの開始日である7月14日より前に公開された。
1944年にノルマンディー上陸作戦がまだ行われていなかったとき、生徒と教師によって実行されたリスクにもかかわらず、試験の延期は決定されなかった。最終的には、当年度に登録された27,000名の受験者のうち13,000名が合格し、前年と同じ比率だった。
1945年に、高校3年生（Terminale）は3つに分かれた。哲学、実験科学、数学で、それぞれが別のバカロレアの準備をしていた。1946年に「数学・技術」バカロレアが作成された。最初に国立専門学校（ENP）と大規模な技術グランゼコールで準備された。
1930年代に高等学校が公立になり、無償化された頃と同時に、バカロレア合格者数の2度目の増加をみた（マルセル・パニョルやジョルジュ・ポンピドゥーなどの奨学金受領者を除いて、以前は有料だった）。バカロレア合格者の数の急増は、1960年代から1970年代にかけて起きた。1960年に32,000名の合格者と比べ、1970年には237,000名の合格者がでた。

#### 1960年代以降
1965年に5つの系列が導入された。
- A系列：文芸、言語学、哲学、芸術（任意）
- B系列：歴史地理学、政治学、経済学、社会科学、必要な純粋・応用数学
- C系列：数学、物理学、化学、幾何学、代数学
- D系列：物理学、化学、生物学、地質学
- T系列：科学教育と産業技術教育の組み合わせ

1963年まで、バカロレアには第1部と第2部があった。第1部を合格することは、高校3年生への進学とバカロレアを申請するために必須だった。第1部は、1963年に2年間だけ続く「試用試験」に置き換えられる（1963年度と1964年度）。50％以上の点数が得られなかった生徒のために、口頭試験が設けられていた。
これはまた、1969年に、フランス語の代わりに高校3年生の学生が哲学を学ぶため、高校2年生でフランス語（国語）の試験が導入された理由でもある。
1968年の五月危機のストライキは教育制度を混乱させるが、国民教育大臣のアラン・ペイレフィットは、バカロレア試験が延期されないことを宣言した。しかし、5月28日に辞任し、代わりにフランソワ＝グザヴィエ・オルトリが交代した。6月7日にアレテが署名され、当年度は口頭試験のみで行われ、受験者の学歴の格付けと学級委員会の意見を考慮に入れることを指定した。試験は最大7科目まであり、すべてが1日で行われる。1967年の62％の合格者と1969年の63％の合格者に対し、当年度では、82％の合格者がでた。
国語の予備試験は1969年に制定され、系列A、B、C、D、E（1995年に科学系、文学系、経済・社会系に置き換えられた）は、数学バカロレア、哲学バカロレア、科学バカロレアに取って代わった。職業バカロレアは1985年に設立され、同年に国民教育大臣のジャン＝ピエール・シェヴェンメントは、達成すべき目標は80％の合格者をもたらすことであると宣言した（その年の30％に対して）。この目標は後に74％に減らされた。2008年には、世代の約64％がバカロレアを取得している。2007年には、普通バカロレアで54％、技術バカロレアで26％、職業バカロレアで20％の受験者が合格した。2010年代の終わりに、普通・技術バカロレアの受験者の90％以上が合格した。
バカロレアは1世紀半ほどの間にこのようにして、エリートとブルジョアの卒業証書から、あらゆる訓練と専門職のキャリアに欠かせない基本的な卒業証書になった。以前のバカロレアの役割は、たとえばグランゼコールへの入学試験に置き換えられた。
フランスが統治していたトンキンなどの植民地では、本土のバカロレアとの同等の植民地能力証明書（Brevet de capacité colonial）で実施されていた。
2008年9月14日、国民教育大臣のグザヴィエ・ダルコスは、クレテイユ大学区の総長によるメダル授与式の実験を発表し、一部のメディアによって「けばけばしい」と報道された。両親連盟と中等教育教師組合がこの計画に抗議した。
2019年に発生した新型コロナウイルス感染症の流行のため、2020年4月3日にジャン＝ミシェル・ブランケール国民教育大臣は、2020年度のバカロレアは歴史上初めて、内申点のみで行われることを発表した。

#### 2021年の新バカロレア
2021年度より、普通バカロレアは新しい形式をとることになっている。2017年11月、ジャン＝ミシェル・ブランケール国民教育大臣の計画で、教育部門の多くの専門家が集まり、改革について議論した。2019年9月の入学時まであった科学系、文学系、経済・社会系も廃止し、内申点が最終点数の40％を占めることとなっている。同省は、40,000人の高校生との協議を開始した。ブランケールは、交渉と仲裁の後、2018年2月14日に予定されている改革の概要を発表した。
| 普通バカロレア                                         | 普通バカロレア                                         | 普通バカロレア | 普通バカロレア                                           | 普通バカロレア |
| ------------------------------------------------------ | ------------------------------------------------------ | --- | -------------------------------------------------------- | --- |
|                                                        |                                                        | |                                                          | |
| 19世紀                                                 | 1902年から1967年                                       | 1968年から1983年 | 1984年から1994年                                         | 1995年から2021年 |
| 文学バカロレア （Baccalauréat ès Lettres）             | 哲学                                                   | A1（ラテン語・古代ギリシャ語系） A2（ラテン語・言語系） A3（ラテン語・数学系） A4（言語・数学系） A5（言語系） A6（音楽系） A7（美術系） | A1（文学・数学系） A2（文学・言語系） A3（言語・美術系） | L.（文学系） - 芸術 - サーカス芸術 - 美術 - 視聴覚映画 - 舞踏 - 美術史 - 音楽 - 演劇・劇道 - 現代世界の法と主な問題 （D.G.E.M.C.） - 古代の言語と文化（L.C.A.） - 古代ギリシャ語 - ラテン語 - 高度外国語（L.V.A） - 高度第1外国語 - 高度第2外国語 - 高度第3外国語 - 数学 |
| 1968年までは、経済・社会系バカロレアは存在しなかった。 | 1968年までは、経済・社会系バカロレアは存在しなかった。 | B（経済学・社会科学・応用数学系） | B（経済学・社会科学・応用数学系）                        | E.S.（経済・社会系） - 高度数学 - 先進経済 - 社会・政治学 |
| 科学バカロレア （Baccalauréat ès Sciences）            | 実験科学                                               | D（数学・自然科学系） | D（数学・自然科学系）                                    | S - S.V.T.（科学系 - 生命・地球科学） - 数学 - 物理・化学 - 生命・地球科学 - 情報・デジタル科学 |
| 科学バカロレア （Baccalauréat ès Sciences）            | 実験科学                                               | D'（数学・農業科学・技術系） | D'（数学・農業科学・技術系）                             | S - E.A.T.（科学系 - 生物・生態学） - 数学 - 物理・化学 - 生物・生態学 - 情報・デジタル科学 |
| 科学バカロレア （Baccalauréat ès Sciences）            | 初等数学                                               | C（数学・物理科学系） | C（数学・物理科学系）                                    | S - S.I.（科学系 - 工学） - 数学 - 物理・化学 - 工学 - 情報・デジタル科学 |
| 科学バカロレア （Baccalauréat ès Sciences）            | 数学 （1946年以降）                                    | E（数学系） | E（数学系）                                              | S - S.I.（科学系 - 工学） - 数学 - 物理・化学 - 工学 - 情報・デジタル科学 |

| 技術バカロレア | 技術バカロレア | 技術バカロレア | 技術バカロレア |
| --- | --- | --- | --- |
| | | | |
| 1968年から1994年 | 1995年から2012年 | 1995年から2012年 | 2013年から現在 |
| F.1（機械工学系） F.2（エレクトロニック系） F.3（電気工学系） F.4（土木工学系） F.5（実験物理学系） F.6（実験化学系） F.7（生物科学系 - 生化学オプション） F.7'（生物科学系 - 任意生物学オプション） F.8（社会医学系） F.9（エネルギー設備系） F.10.A（マイクロテクノロジー系 - 開閉装置オプション） F.10.B（マイクロテクノロジー系 - 光学オプション） F.12（応用芸術系） | S.T.I.（産業科学・技術系） - 機械工学：木材 - 機械工学：柔軟素材 - 機械工学：機械生産 - 機械工学：電動システム - 機械工学：マイクロテクニック - 機械工学：金属構造 - 土木工学 - エネルギー工学 - マテリアル工学 - 電子工学 - 電気工学 - 光工学 - 応用芸術 | S.T.I.（産業科学・技術系） - 機械工学：木材 - 機械工学：柔軟素材 - 機械工学：機械生産 - 機械工学：電動システム - 機械工学：マイクロテクニック - 機械工学：金属構造 - 土木工学 - エネルギー工学 - マテリアル工学 - 電子工学 - 電気工学 - 光工学 - 応用芸術 | S.T.I.2D.（工業・持続可能な発展系） - 技術革新とエコデザイン（I.T.E.C） - 情報およびデジタルシステム（S.I.N.） - エネルギー・環境（E.E.） - 建築・建設（A.C.） |
| F.1（機械工学系） F.2（エレクトロニック系） F.3（電気工学系） F.4（土木工学系） F.5（実験物理学系） F.6（実験化学系） F.7（生物科学系 - 生化学オプション） F.7'（生物科学系 - 任意生物学オプション） F.8（社会医学系） F.9（エネルギー設備系） F.10.A（マイクロテクノロジー系 - 開閉装置オプション） F.10.B（マイクロテクノロジー系 - 光学オプション） F.12（応用芸術系） | S.T.I.（産業科学・技術系） - 機械工学：木材 - 機械工学：柔軟素材 - 機械工学：機械生産 - 機械工学：電動システム - 機械工学：マイクロテクニック - 機械工学：金属構造 - 土木工学 - エネルギー工学 - マテリアル工学 - 電子工学 - 電気工学 - 光工学 - 応用芸術 | S.T.I.（産業科学・技術系） - 機械工学：木材 - 機械工学：柔軟素材 - 機械工学：機械生産 - 機械工学：電動システム - 機械工学：マイクロテクニック - 機械工学：金属構造 - 土木工学 - エネルギー工学 - マテリアル工学 - 電子工学 - 電気工学 - 光工学 - 応用芸術 | S.T.D.2A.（デザイン・応用芸術系） |
| F.1（機械工学系） F.2（エレクトロニック系） F.3（電気工学系） F.4（土木工学系） F.5（実験物理学系） F.6（実験化学系） F.7（生物科学系 - 生化学オプション） F.7'（生物科学系 - 任意生物学オプション） F.8（社会医学系） F.9（エネルギー設備系） F.10.A（マイクロテクノロジー系 - 開閉装置オプション） F.10.B（マイクロテクノロジー系 - 光学オプション） F.12（応用芸術系） | S.T.L.（実験技術系） - 実験物理学・工業プロセス（P.L.P.I.） - 実験化学・工業プロセス（C.L.P.I.） - 生化学・生物工学（B.G.B.） | S.T.L.（実験技術系） - 実験物理学・工業プロセス（P.L.P.I.） - 実験化学・工業プロセス（C.L.P.I.） - 生化学・生物工学（B.G.B.） | S.T.L.（実験科学系） - 実験物理化学 - バイオテクノロジー |
| F.1（機械工学系） F.2（エレクトロニック系） F.3（電気工学系） F.4（土木工学系） F.5（実験物理学系） F.6（実験化学系） F.7（生物科学系 - 生化学オプション） F.7'（生物科学系 - 任意生物学オプション） F.8（社会医学系） F.9（エネルギー設備系） F.10.A（マイクロテクノロジー系 - 開閉装置オプション） F.10.B（マイクロテクノロジー系 - 光学オプション） F.12（応用芸術系） | S.M.S. (社会医学系) | S.M.S. (社会医学系) | S.T.2S.（健康・福祉系） |
| B.T.A.（農業技術系） | S.T.A.E.（農学・環境系） - プラント技術 - 動物技術 - 設備技術 - 開発技術 | S.T.A.E.（農学・環境系） - プラント技術 - 動物技術 - 設備技術 - 開発技術 | S.T.A.V.（農学・生物系） - 農業生産技術 - 地域開発・強化 - 食品加工 - 地方サービス - 機器科学・技術                                                            |
| B.T.A.（農業技術系） | S.T.P.A.（食品科学系） - 科学技術 - 科学・技術・経済学 | | S.T.A.V.（農学・生物系） - 農業生産技術 - 地域開発・強化 - 食品加工 - 地方サービス - 機器科学・技術                                                            |
| | | | |
| 1968年から1994年 | 1995年から2007年 | 2008年から2013年 | 2014年から現在 |
| G.1（管理系） G.2（定量管理系） G.3（商業系） | S.T.T.（第三次科学・技術系） - A.C.A.（行政活動・コミュニケーション） - A.C.C.（商行為・コミュニケーション） - C.G.（会計・管理） - I.G.（IT・管理） | S.T.G.（経営系） - C.F.E.（会計・企業財務） - C.G.R.H.（コミュニケーション・人事管理） - M.（マーケティング） - G.S.I.（情報システム管理） | S.T.M.G.（マネージメント・経営系） - G.F.（管理・財政） - R.H.C.（人的資源・コミュニケーション） - M.（マーケティング） - S.I.G.（情報・管理システム）         |
| H.（IT技術系） | S.T.T.（第三次科学・技術系） - A.C.A.（行政活動・コミュニケーション） - A.C.C.（商行為・コミュニケーション） - C.G.（会計・管理） - I.G.（IT・管理） | S.T.G.（経営系） - C.F.E.（会計・企業財務） - C.G.R.H.（コミュニケーション・人事管理） - M.（マーケティング） - G.S.I.（情報システム管理） | S.T.M.G.（マネージメント・経営系） - G.F.（管理・財政） - R.H.C.（人的資源・コミュニケーション） - M.（マーケティング） - S.I.G.（情報・管理システム）         |
| | | | |
| 1968年から1977年 | 1968年から1977年 | 1978年から2019年 | 2019年から現在 |
| F.11（芸術系：音楽） F.11'（芸術系：舞踏） | F.11（芸術系：音楽） F.11'（芸術系：舞踏） | T.M.D.（音楽舞踊系） - 楽器 - 舞踏 | S.2T.M.D.（演劇・音楽・舞踊系） - 演劇 - 音楽 - 舞踏 |
| | | | |
| 1995年から2017年 | 1995年から2017年 | 2018年から現在 | 2018年から現在 |
| Hôtellerie（ホテル業系） | Hôtellerie（ホテル業系） | S.T.H.R.（ホテル業・外食産業系） | S.T.H.R.（ホテル業・外食産業系） |

## 内容

2009年以降のフランスの中等教育制度

自由受験者として試験を受験することは可能だが、高校の教育課程の終わりで行われるよう設計されている。試験セッションは、学年の終わりに、6月にフランス本土とほとんどの海外県・海外領土で行われる。11月にニューカレドニアとウォリス・フツナで行われる。フランス在外教育庁（AEFE）に承認された海外の施設では、必要に応じて特定のカレンダーを使用し、各センターの試験紙で行われる。例えば、日本（東京国際フランス学園と京都国際フランス学園）は「外国センター2（Centre étranger 2）」の予定表を使用している。

### バカロレアの種類
バカロレアは、普通・技術・職業バカロレアの3つの種類で構成されている。

#### 普通バカロレア
普通バカロレアの目的は、「高校教育によって定義された教養」と「高校3年生の知識」を検証する。2021年度までは、以下の3つの系統に分けられている。
- 文学系（L）
- 経済・社会系（ES）
- 科学系（S）

上記の系統は、高校2年生から始まるため、高校1年生の終わりまでに選択しなければならない。ル・モンド紙によれば、2014年には生徒の52%がSを、32%がESを、16%がLを選択しているとされた。
2019年度に、高校2年生の3つ系統は廃止された（2020年度には高校3年生にも廃止される）。これにより、生徒は共通科目のほか、高校2年生で3つの専門科目を選択し、高校3年生にそのうち2つを続ける。また、これまで最終試験の対象となっていなかった内申点と成績・評価レポートも平均点と加算される。予備・本試験が総合平均点の60％を占め、内申点が30％、成績・評価レポートが10％となる。
|                              | 科目 | 指数 |
| ---------------------------- | --- | ---- |
| 予備試験（高2）              | 国語（筆記） | 5    |
| 予備試験（高2）              | 国語（口頭） | 5    |
| 本試験（高3）                | 哲学 | 8    |
| 本試験（高3）                | 最終口頭試験 | 10   |
| 本試験（高3）                | 専門科目（2科目） - 芸術 - 美術 - 映画音響映像 - 舞踏 - 美術史 - 音楽 - 演劇 - 生物・生態学（農業高等学校のみ） - 歴史・地理・地政・政治学 - 人文・文学・哲学 - 古代言語・文化 - 言語・文学・外国文化英語、スペイン語、ドイツ語、イタリア語 - 数学 - 情報・デジタル科学 - 物理・化学 - 経済社会科学 - 工学 - 生命・地球科学 | 16   |
| 内申点（高2・高3）           | 以下の科目の年内試験の平均点： - 歴史・地理 - 第1外国語 - 第2外国語 - 科学教育 - 体育・スポーツ - 本試験で受けない高校2年生で受けた専門科目 | 30   |
| 成績・評価レポート（高2・3） | 以下の科目の年内成績が平均点として加算される： - 国語（高2） - 哲学（高3） - 歴史・地理 - 道徳・公民 - 第1外国語 - 第2外国語 - 科学教育 - 体育・スポーツ - 任意科目 | 10   |

バカロレアでは専門的な統合はできないが、大学またはグランゼコールの準備学級で更なる教育を続けることができる。普通バカロレアの取得者は、技術分野を追求し、上級技術者免状（BTS）または大学技術卒業証書（DUT）の取得を試みることもできる。

#### 技術バカロレア
技術バカロレアを取得すると、高等教育の更なる過程につながる。2011年（2013年度より）で改革されたこの種類は、2019年にジャン＝ミシェル・ブランケール国民教育大臣の改革では系統が維持される。2019年度に、高校2年生に進級する生徒は以下の8つ系列のいずれかを選択する。
- 工業・持続可能な発展系（STI2D）
- デザイン・応用芸術系（STD2A）
- 実験科学系（STL）
- 健康・福祉系（ST2S）
- マネージメント・経営系（STMG）
- 農学・生物系（STAV）
- ホテル業・外食産業系（STHR）
- 演劇・音楽・舞踊系（S2TMD）

STHRは他と違い、高校1年生から始まる3年の教育課程である。

#### 職業バカロレア
職業バカロレアは、特定の職業生活への迅速な統合、または主に上級技術者免状（BTS）、工業技術短期大学（IUT）、HEC経営大学院またはエセック・ビジネススクールなどのグランゼコールの準備学級への高等教育へ突き進むことができる。また、大学への入学も可能である。
2019年度から、職業バカロレアはほぼ100の専門分野で構成されている。中学3年生の直後に進級できるが、最初に職業適性証（CAP）を取得する生徒もいる。高校2年生では、ほとんどの生徒が自身の専門分野の職業教育免状（BEP）を取得する。
89の専門分野と39の専攻、すなわち128の異なる系列から選べる。

#### バイカルチャル
ヨーロッパ・セクションとバカロレア・インターナショナル・オプション（OIB）は、合格証明書に「ヨーロッパセクション」、「東洋言語セクション」の評価、またはバカロレアインターナショナルオプションを取得できる。OIBは、国際バカロレアと一切関係ない。
ヨーロッパ・セクションでは、英語やスペイン語などの外国語で歴史・地理などの科目を学ぶ。OIBは、アメリカ、イギリス、日本など様々な国の文学と歴史・地理をその言語で学ぶ。例えば、インターナショナル日本語セクションの文学では森鴎外の『舞姫』や三島由紀夫の『復讐』などの様々な日本文学を学ぶ。
バイナショナル・セクションは、フランスのバカロレアと、協定国が認定した卒業証書の同時取得ができる。例えば、アビバック（フランス語・ドイツ語バイリンガル・バカロレア）は、これらの「バイナショナル・バカロレア」の中で最も古い。また、エサバック（フランス語・イタリア語バイリンガル・バカロレア）、バシバック（フランス語・スペイン語バイリンガル・バカロレア）などもある。

### 3種類のバカロレアの共通点

#### 評価
バカロレアは20点満点中10点を超えれば、合格となる。以下の記載評価区分は、第1グループと呼ばれる一発で平均点が20点満点中12点を超えたものに与えられる。
- 良（Assez Bien）：総合平均点が12点以上14点未満
- 優（Bien）：総合平均点が14点以上16点未満
- 秀（Très Bien）：総合平均点が16点以上

総合平均点が18点以上の「試験委員会の祝辞（Félicitations du jury）」の評価が記載される場合もあるが、「秀」よりもこの高い記載評価区分は公式に存在しない。
フランソワ・ミッテランの最初の7年間の任期では、記載評価区分は1983年のデクレにより削除され、1984年のデクレにより再び復活した。しかし、このデクレにより、10点以上12点未満の記載評価区分の「可」が削除された。
第1グループで8点以上10点未満の受験者は、第2グループと呼ばれる追試口頭試験が実地される。これにより、10点以上取得すれば、合格となるが、仮に12点以上取得しても「良」記載はない。
他にも上述したように、ヨーロッパ・セクション、または東洋言語セクション、またはバカロレア・インターナショナル・オプション（OIB）という特別な評価記載もある。

#### バカロレアの特徴
バカロレアは、最初の大学の学位でもあるため、中等教育の最終的な卒業証書だけではないため、以下の影響がある。
- バカロレア試験委員会の会長は、研究員でなければならない。

- バカロレアはフランスで最初の大学の学位であり、高等教育への入学が可能になる。

バカロレアの大学の特性を引き続き考慮し、カンニングの場合の懲戒権は、2012年5月に行われた改革まで、担当大学区の理事会の懲戒課の責任だった。

#### 懲戒制度
2012年まで、不正行為（カンニングなど）またはその企てが発生した場合、バカロレア受験者は大学懲戒課程を通り、抗議があった場合は全国高等教育研究評議会の懲戒課程（CNESER）を通る。2012年5月3日のデクレ2012-640によって実施された改革以来、各大学区の委員会に提出されるようになった。
バカロレアの懲戒委員会は、大学教授が議長を務め、2人の大学区検査官、試験センターの責任者、バカロレアの試験委員会である教師、大学区の理事会から選ばれた学生、高校生活学術会議が務める。
懲戒内容は、いかなる記載評価区分の剥奪、数年間の受験禁止、または最高5年間の高等教育機関への登録の禁止などがある。
懲戒委員会によって下された決定は、完全訴訟が行われる可能性がある。

#### 中等教育修了証明書
上述の第2グループのバカロレア試験で8点以上10点以下を取得した場合、不合格となるが、中等教育修了証明書を受け取る。

### 普通・技術バカロレアの共通点
普通バカロレア、技術バカロレアには、必須科目と最大2つまでの任意科目がある。
高校2年生で行われる予備試験には、国語、理科（文学系、経済・社会系のみ）、グループ自由研究（TPE）などがある。
各科目は、20点満点で計算される。試験を欠席した場合、0点に相当するが、排除的ではない。各科目の加重平均をとることにより、最終的な総合平均点が得られる。合格は10点以上であり、8未満の場合、不合格となる。8点以上10点未満の場合、受験者は第2グループの追試口頭試験に合格する必要がある。しかし、この合否は、学校の成績・評価レポートの要素も考慮に入れられている。
9月に2度目の試験が行われるが、大学の試験とは逆に、最初の試験で不合格となった受験者を対象としたものではなく、6月に深刻な障害を抱えた受験者のためのものである。

## 統計
|      | 普通バカロレア Baccalauréat général | 技術バカロレア Baccalauréat technologique | 職業バカロレア Baccalauréat professionnel | 合計 Tous Baccalauréats |
| ---- | ----------------------------------- | ----------------------------------------- | ----------------------------------------- | ----------------------- |
| 1970 | 69.0                                | 57.7                                      |                                           | 67.2                    |
| 1980 | 65.9                                | 59.2                                      |                                           | 63.9                    |
| 1985 | 67.8                                | 65.4                                      |                                           | 67.2                    |
| 1990 | 75.4                                | 68.4                                      | 74.3                                      | 73.1                    |
| 1995 | 75.1                                | 75.5                                      | 72.7                                      | 74.9                    |
| 2001 | 79.4                                | 78.1                                      | 77.5                                      | 78.8                    |
| 2002 | 80.3                                | 76.8                                      | 76.6                                      | 78.8                    |
| 2003 | 83.7                                | 76.7                                      | 75.9                                      | 80.1                    |
| 2004 | 82.5                                | 76.9                                      | 76.9                                      | 79.7                    |
| 2005 | 84.1                                | 76.2                                      | 74.7                                      | 79.9                    |
| 2006 | 86.6                                | 77.3                                      | 77.3                                      | 82.1                    |
| 2007 | 87.7                                | 79.3                                      | 78.5                                      | 83.4                    |
| 2008 | 87.9                                | 80.3                                      | 77.0                                      | 83.5                    |
| 2009 | 88.9                                | 79.8                                      | 87.3                                      | 86.2                    |
| 2010 | 87.3                                | 81.6                                      | 86.5                                      | 85.6                    |
| 2011 | 88.3                                | 82.3                                      | 84.0                                      | 85.7                    |
| 2012 | 89.6                                | 83.2                                      | 78.4                                      | 84.5                    |
| 2013 | 92.0                                | 86.4                                      | 78.5                                      | 86.8                    |
| 2014 | 90.9                                | 90.6                                      | 81.9                                      | 87.9                    |
| 2015 | 91.5                                | 90.6                                      | 80.3                                      | 87.8                    |
| 2016 | 91.5                                | 90.7                                      | 82.5                                      | 88.6                    |
| 2017 | 90.6                                | 90.4                                      | 81.5                                      | 87.9                    |
| 2018 | 91.1                                | 88.9                                      | 82.6                                      | 88.3                    |
| 2019 | 91.2                                | 88.1                                      | 82.3                                      | 88.1                    |

|      | 普通バカロレア Baccalauréat général | 技術バカロレア Baccalauréat technologique | 職業バカロレア Baccalauréat professionnel | 合計 Tous Baccalauréats |
| ---- | ----------------------------------- | ----------------------------------------- | ----------------------------------------- | ----------------------- |
| 1970 | 16.7                                | 3.4                                       |                                           | 20.1                    |
| 1980 | 18.6                                | 7.3                                       |                                           | 25.9                    |
| 1985 | 19.8                                | 9.6                                       |                                           | 29.4                    |
| 1990 | 27.9                                | 12.8                                      | 2.8                                       | 43.5                    |
| 1995 | 37.2                                | 17.6                                      | 7.9                                       | 62.7                    |
| 2000 | 32.9                                | 18.5                                      | 11.4                                      | 62.8                    |
| 2005 | 33.7                                | 17.3                                      | 11.5                                      | 62.5                    |
| 2006 | 34.8                                | 17.2                                      | 12.3                                      | 64.3                    |
| 2007 | 34.7                                | 16.8                                      | 12.8                                      | 64.2                    |
| 2008 | 34.6                                | 16.6                                      | 12.6                                      | 63.8                    |
| 2009 | 35.9                                | 16.2                                      | 14.7                                      | 66.8                    |
| 2010 | 34.3                                | 16.3                                      | 14.4                                      | 65.0                    |
| 2011 | 35.8                                | 16.1                                      | 19.1                                      | 71.0                    |
| 2012 | 37.1                                | 15.7                                      | 23.9                                      | 76.7                    |
| 2013 | 38.0                                | 15.6                                      | 20.1                                      | 73.7                    |
| 2014 | 37.7                                | 16.0                                      | 23.8                                      | 77.4                    |
| 2015 | 39.5                                | 15.6                                      | 22.2                                      | 77.2                    |
| 2016 | 40.5                                | 15.7                                      | 22.6                                      | 78.8                    |
| 2017 | 41.3                                | 15.8                                      | 22.0                                      | 79.1                    |
| 2018 | 42.1                                | 16.3                                      | 21.5                                      | 79.9                    |
| 2019 | 42.6                                | 16.5                                      | 20.9                                      | 80.0                    |

1989年にアルチュール・ラミオンドリソアは11歳11ヶ月でバカロレアの最年少合格者となった。
2016年、パリのリセ・サン＝ルイ＝ド＝ゴンザグで、バカロレア合格者の新たな全国記録が確立された。151人の受験者に対し、100％の合格者と90.7％の受験者が最高記載評価区分である「秀（20点満点中16点以上）」を取得した。
同年、ブリウドのリセ・サン＝ジュリアンでは、エミリー・ローランが20点満点中21.22点の総合平均点を取得し、史上最高の総合平均点だった。この点数は、2013年のサリマ・モステファ＝カラの21.21点を超えている。
さらに、2018年にブリーヴ＝ラ＝ガイヤルドのリセ・アルソンヴァルで史上最高総合平均点の記録が更新され、アルチュール・エムリーが経済・社会系（ES）で20点満点中21.39点の総合平均点を獲得した。

## フランス社会においてのバカロレア
毎年、バカロレアは新聞やラジオ、テレビなどで報道される。合格率はこの50年で急激に増加している。
また、バカロレアを取得していない多くの著名人もいる。これらには、ピエール・ベレゴヴォワ、アンドレ・マルロー、エミール・ゾラ（2度不合格）、ジョルジュ・マルシェ、アントワーヌ・ピネー、アラン・ドロン、ジェラール・ドパルデュー、サシャ・ギトリ、ミシェル・ドラッカー、クリスチャン・エストロジ、ジョルジュ・ブラッサンス、マルセル・ビジャール、ジャン・ルイ・ドブレ、オマール・シー、ジャメル・ドゥブーズ、ファブリス・ルキーニ、クリストフ・マエ、ヴァネッサ・パラディ、エマニュエル・ドゥヴォス、マルク・ラヴォワーヌ、メラニー・ティエリー、ニコラ・デュヴォシェル、ジネディーヌ・ジダンなどがいる。
多くの人々は、例えば「Méritez-le（値せよ）」集団の場合のように、バカロレアを取得するための必要なレベルの低下を批判している。また、社会的不平等の要因としてバカロレアを批判し、高等教育への特権のある学生に制限していることについて批判している。
ただし、バカロレアを取得せずに一部の高等教育を続行することは可能である。フランスでは、法科適格証（Certificat de capacité en droit）により、高等教育の法学を学ぶことができる。一部の上級技術者免状（BTS）や、スポーツ学位などもバカロレアなしでできる。

## フランス外の類似試験
以下は、フランスのバカロレア試験に類似の一部の海外の試験である。
- アイルランド：リービング・サーティフィケート
- アメリカ合衆国：General Educational Development
- イギリス：一般教育修了上級レベル
- イタリア：国家試験
- オランダ：中等教育ディプロマ
- クロアチア、 ポーランド、 スロベニア：マトゥラ
- ケベック州：高校卒業試験（DES）
- チェコ、 スロバキア：マチュリタ
- 中国：全国普通高等学校招生入学考試
- スイス：マトゥラ/マチュリテ/マチュリタ
- スペイン：セレクティビダード、またはバカロレア
- ドイツ、 フィンランド：アビトゥーア
- ベルギー：中等教育修了証
- ロシア：国家統一試験（ЕГЭ、EGE）

## 日本の大学入学資格への追加
1996年、日本の大学入学資格にフランスのバカロレア資格を有する者で18歳に達したものが追加された。
2019年1月、18歳の年齢制限は撤廃された。